# Masculinidad tóxica

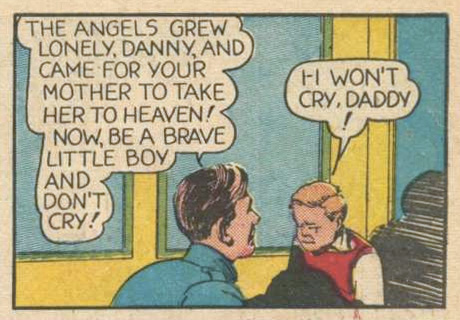
Según teoría de aprendizaje social, enseñar a los chicos a suprimir emociones vulnerables, como cuando se les dice «los chicos no lloran», es una forma común de socialización de género en la sociedad.

La masculinidad tóxica es un concepto utilizado en debates acádemicos y mediáticos, además de la psicología, para referirse a ciertos comportamientos, actitudes y creencias que cumplen con la llamada masculinidad hegemónica, los cuales son socialmente destructivos para los varones, así como quienes les rodean.

## Origen del término
El concepto de «masculinidad tóxica» se originó en el movimiento mitopoético de hombres de los años 1980 y 1990. Más tarde encontró un amplio uso tanto en la escritura académica como en la popular. Los debates populares y mediáticos en la década de 2010 han utilizado el término para referirse a las normas tradicionales y estereotipadas de masculinidad y hombría. alcanzando gran difusión académica y popular. Según el sociólogo Michael Flood, estas incluyen «las expectativas de que los niños y los hombres deben ser activos, agresivos, duros, atrevidos y dominantes».

## Concepto
A los varones tradicionalmente se les suele asociar el estereotipo sexista de ser más dominantes o competitivos. Sin embargo, pueden considerarse conductas «tóxicas» cuando se muestran junto a actitudes misóginas, homófobas o que promuevan la violencia (incluyendo la agresión sexual y la violencia de género). A menudo, estas actitudes están presentes desde el comienzo de la socialización de los chicos, normalizando actitudes violentas como forma de relacionarse con otras personas.
La masculinidad tóxica puede estar relacionada con la autoconfianza, la asunción de riesgos, la primacía del trabajo y la represión emocional y, éstas a su vez, con ciertos problemas psicológicos que son más frecuentes entre la población masculina, tales como depresión, estrés o abuso de sustancias.
Sin embargo, cabe señalar que otros estereotipos que también suelen estar asociados a los varones tales como la entrega al trabajo, el orgullo de destacar en los deportes o ser el principal sostén de la familia no son considerados «tóxicos» por sí mismos. El concepto no pretende demonizar los atributos masculinos como se suele creer, sino simplemente enfatizar los efectos nocivos de ciertos comportamientos mencionados anteriormente.
Terry Kupers del Instituto Wright describe el término como «la constelación de rasgos masculinos socialmente regresivos que sirven para fomentar la dominación, la devaluación de las mujeres, la homofobia y la violencia sin sentido, que implica 'la necesidad competir agresivamente y dominar a los demás'». En cuanto a la dominación, se puede dar a entender el por qué no existe un equivalente femenino de éste concepto, ya que históricamente la mujer estuvo subyugada en la sociedad ni ha existido una hegemonía de esta.

### Efectos en la salud mental
La Asociación Estadounidense de Psicología ha advertido que la «ideología tradicional de la masculinidad» está asociada con efectos negativos en la salud física y mental. Los varones que se adhieren a las normas culturales tradicionalmente masculinas tienden a tener más probabilidades de experimentar problemas psicológicos como la depresión, estrés, problemas de imagen corporal, abuso de sustancias y mal funcionamiento social.
La masculinidad tóxica también está implicada en problemas de salud pública creados socialmente, como tasas elevadas de alcoholismo y ciertos tipos de cáncer entre los hombres, o el papel del comportamiento sexual de «caza de trofeos» en las tasas de transmisión del VIH y otras enfermedades de transmisión sexual.

### Crítica
El término ha recibido críticas. Algunos conservadores lo ven como un concepto incoherente o creen que «no existe tal cosa como masculinidad tóxica». En enero de 2019, comentaristas políticos conservadores criticaron la nueva Directrices de la Asociación Estadounidense de Psicología para advertir sobre los daños asociados con la «ideología tradicional de la masculinidad», argumentando que constituye un ataque a esta. Jared Skillings, jefe de práctica profesional de la APA, respondió a las críticas afirmando que la discusión del informe sobre la masculinidad tradicional se trata de «rasgos negativos como la violencia o la competitividad excesiva o la falta de voluntad para admitir la debilidad» y señalando que el informe también analiza rasgos positivos tradicionalmente asociados con la masculinidad como «el coraje, el liderazgo, la protección».
Algunas académicas feministas consideran que el término parte de un esencialismo de género, ignorando el papel de la elección y el contexto en causar comportamientos y actitudes dañinas relacionadas con los estereotipos de masculinidad.

## Feminidad tóxica
En años recientes, se creó el término «feminidad tóxica», que ha sido utilizada como contraparte de «masculinidad tóxica» y existen debates al respecto. La académica Brenda R. Weber utilizó este concepto en 2019 para referirse a un código de conformidad que impone roles de género femeninos rígidos, reforzados a través de creencias, como verse a sí misma como indigna, e imperativos de ser siempre agradable, complaciente y obediente. Según Weber, tales creencias y expectativas «[sugieren] que no existe un yo femenino a priori» aparte de las necesidades y deseos de los hombres y los niños.
La feminidad tóxica, según algunos, constituye una falsa equivalencia porque los estereotipos tradicionales de la feminidad, a nivel estructural, no son rasgos dañinos o tóxicos que conlleven a la violencia y la agresión sexual ni tampoco alienta las mujeres a dominar a los demás. Entre estos estereotipos se encuentran la compresión, sensibilidad, cuidados de la descendencia o la expresividad.[cita requerida]